# Tie Your Mother Down
Tie Your Mother Down je singl britanskog rock sastva Queen. Tekst je napisao Brian May. Singl je izdan 4. ožujka 1977. godine. Na "B" strani nalazi se Deaconova "You and I". Pjesma se nalazi na albumu A Day at the Races iz 1976. godine.
 May je pjesmu napisao još 1975. godine dok je bio na Tenerifima (na "Španjolskoj gitari"), gdje je pripremao svoj doktorat iz astronomije. Pjesma započinje jedno minutnim uvodom na gitari, koje je zapravo ponavljanje završetka pjesme "Teo Torriatte (Let Us Cling Together)" čime se zatvara jedna cjelina, što je n.p.r. tipično na albumima Pink Floyda, te ima jedan od najpoznatijih riffova u svijetu rock glazbe.

Glazbeni spot snimljen je tijekom turneje sastava SAD-om u veljači 1977. u Nassau Veterans Memorial Coliseumu, na Long Islandu, New York.
Iako je singl bio uspješan prilikom izvođenja uživo, kao što je bio i često emetiran na radijskim postajama nije postigao značajniji uspjeh na top ljestvicama; u UK-u se plasirao na 31. mjesto, dok se u SAD-u plasirao tek na broj 49.
Sastav je izvodio pjesmu na gotovo svim turnejama. 1992. na "Freddie Mercury Tribute Concertu" uz "Queen" pjesmu su izveli Joe Elliot (Def Lepard) i Slash (Guns N' Roses).
 Pjesma nije objavljena na kompilaciji Greatest Hits (Queen) iz 1981. nego na kompilaciji Queen Rocks iz 1997. Također je objavljena na "B" strani singla No-One but You (Only the Good Die Young) iz 1997. godine.

## Snimke uživo
- Live Killers (1979)
- We Will Rock You (video) (1981)
- Queen on Fire – Live at the Bowl (1982)
- Live at Wembley '86 (1986)
- Live Magic (1986)
- Seville Expo 92 concert (1992)
- The Freddie Mercury Tribute Concert (1992)
- Live at the Brixton Academy (Brian May album) (1993)
- Return of the Champions (2005)
- Super Live in Japan (2005)
- Skin and Bones (Foo Fighters) (2006)

## Vanjske poveznice
- Tekst pjesme Tie Your Mother Down  Arhivirana inačica izvorne stranice od 30. prosinca 2011. (Wayback Machine)